# 吳育仁
吳育仁（1969年2月5日—），中國國民黨籍政治人物、台灣勞資關係學者，出生於雲林縣，曾任立法委員。現任國立中正大學勞工關係學系教授、孫文學校嘉院院長。2018年4月25日獲國民黨徵召參選嘉義縣縣長，但並未當選。

## 簡介
家族世居雲林縣北港鎮，在北港出生，後因父親工作關係，移居莿桐鄉。
吳育仁就讀於國立政治大學勞工關係研究所，並在求學期間考取公務人員三等考試及格，曾任職於行政院勞工委員會，碩士畢業後赴英國取得華威大學工業關係博士，30歲返國後任教於國立中正大學勞工關係學系。
馬英九擔任國民黨主席後，延攬吳育仁為雲嘉南地區黨籍候選人輔選，曾相繼出任郭添財、林德瑞、吳威志競選總部發言人，當時的國民黨秘書長分別是金溥聰、詹春伯。

## 專書著作[4]
- 《勞工關係：權力、資本與階級》（2011，台北：台灣勞動與社會保障協會）
- 《集體協商與勞資關係情境：國家統治與個案管理》（2010，台灣勞動與社會保障協會）

## 第8屆不分區立法委員

### 第8屆不分區立法委員
吳育仁擔任立法委員期間推出「公平勞動、道德經濟」的幸福勞工計畫，表示是對全國勞工朋友的一種幸福工程：
- 推動「全民加薪計畫」：提案要求行政院成立跨部會的「工資加值小組」。善用各種財政工具，給僱主優惠，給全民加薪，不再讓勞工朋友的薪水縮水，督促勞委會每年加薪。

- 改善勞動派遣問題：達成派遣勞工、臨時工能做相同工作就要有相同的薪水和福利，這也是同工同酬的理念，更是勞動權益最起碼的保障。

- 兼顧勞工工作與家庭：提案勞工朋友每個禮拜工作不得超過40小時，如果超過則要有加班費補償；另外，颱風天、流行病發生的時候，勞工能夠享有家庭照顧假，請假期間也照常都有工資。

- 改變責任制工時制度：責任制工時已經是全民的勞動公敵，也是勞動保障的缺失，未來將積極督促改善。

- 重新調整職業災害保險與職業災害保護的制度：建立職業災害的預防、補償，並重建職災保險體制，讓受到職業災害的勞工更有保障。

- 提案要求建教合作學生的權益要有特別的法律保護(建教生權益保障法已修法三讀通過)[6]、醫學生得有勞基法和勞工保險的保障、強化現有外勞制度和原則等等。

所擬法案多比較國際勞工政策，全力推動保障勞工權益法案，為勞工發聲。

## 2018年嘉義縣縣長選舉
2018年2月國民黨欲徵召吳育仁參選嘉義縣縣長，吳育仁認為女兒甫出生不久，是否接受徵召需重新思考，經過多日思考後因考慮妻子在坐月子中，希望延後公布徵召期程，吳育仁當時在粉絲專頁中表示：
“我認為，台灣進入政黨政治民主時代，為所屬政黨出戰，黨員責無旁貸。我有強烈的意願參與初選，但是因家庭原因，特別是照顧仍在襁褓中的幼女，確實辛苦；另一方面，近日我會繼續走訪基層，多聽取各界意見再做決定。”
2018年4月25日吳育仁接受國民黨徵召，並經由國民黨中央常務委員會通過，4月28日於嘉義縣民雄鄉豐收村五穀王廟誓師出征，邀集立法委員王育敏、曾銘宗、嘉義縣議員李國勝、林于玲、吳思蓉、詹黃素蓮、水上鄉長參選人陳德容等人共同提出嘉義縣「五大核心、十大建設」施政藍圖，砲轟民主進步黨在嘉義縣完全執政十七年，完全失敗，迫使嘉義縣年輕一輩只能離鄉背井到外地工作，為了振興嘉義縣昔日繁華榮光，吳育仁也展開嘉義縣十八鄉鎮深耕行動，實際發現縣問題，並以影片的方式發掘問題與當選縣長後的解決方案，企圖為嘉義縣農、漁、牧民尋找活路，呼籲嘉義縣縣民覺醒，給嘉義一個新機會，想要重振嘉義就要新思維，發展農、漁、觀光，落實無煙囪生態產業，才能讓未來子孫可以在嘉義縣安居樂業。

## 選舉紀錄
| 年度 | 選舉屆數               | 選舉區                                 | 所屬政黨   | 得票數    | 得票率 | 當選標記 | 備註 |
| ---- | ---------------------- | -------------------------------------- | ---------- | --------- | ------ | -------- | ---- |
| 2012 | 第八屆立法委員選舉     | 全國不分區及僑居國外國民立法委員選舉區 | 中國國民黨 | 5,863,279 | 44.55% |          |      |
| 2016 | 第九屆立法委員選舉     | 嘉義市立法委員選舉區                   | 中國國民黨 | 48,893    | 35.66% |          |      |
| 2018 | 第十八屆嘉義縣縣長選舉 | 嘉義縣                                 | 中國國民黨 | 84,243    | 29.54% |          |      |

## 軼事
- 國民黨不分區立委吳育仁指出，年輕人參與政治，必須要有一個機制，能夠透過深耕地方，企業內部有師徒制度，黨也應該建立此一制度，長期培養地方型人才，例如讓年輕人擔任地方黨部副主委、青年主委等，讓他們可以參與黨務運作，提高青年在黨內的能見度，也透過這個機會，讓他們有更多的發展空間。不過，由於年輕人認為國民黨欠缺願景及台灣意識，「有培養方法，沒政黨未來」，遭黨內人士反對。[10]

## 外部連結
- 吳育仁的Facebook專頁
- YouTube上的吳育仁頻道